# FTPサーバリターンコードの一覧
FTPサーバリターンコードの一覧（えふてぃーぴーサーバリターンコードのいちらん）では、FTPにおいてサーバのリターンコードを示す。

## リターンコード
| コード | 解説 |
| ------ | --- |
| 110    | 再開のマーカー応答。テキストは厳密で特有の実装は許されない。フォーマットはMARK yyyy = mmmmでyyyyはユーザプロセスデータストリームマーカ、mmmmはサーバに対応するマーカ |
| 120    | サービスはnnn分後に準備できる。 |
| 125    | データコネクションは既に確立されている。転送をはじめる。 |
| 150    | ファイルステータスは問題ない。データコネクションを確立する |
| 200    | コマンドOK |
| 202    | コマンドは実装されていない。このサイトでは不必要である。 |
| 211    | システムのステータスまたは、システムヘルプの返答 |
| 212    | ディレクトリのステータス |
| 213    | ファイルのステータス |
| 214    | ヘルプメッセージ。サーバや特有の非標準コマンドの使用法。この返答は人間のユーザにのみ有用である。                                                                     |
| 215    | NAME システムタイプ。NAMEにはAssigned Numbersにリストされている公式のシステム名が入る。                                                                              |
| 220    | 新しいユーザのためにサービスが準備できた。 |
| 221    | コントロールコネクションのサービスを切断する。 |
| 225    | データコネクションを確立した。現在転送は行われていない。 |
| 226    | データコネクションを切断する。リクエストしたファイルへのアクションは成功した（例としてファイル転送時やファイル転送中止時）                                           |
| 227    | パッシブモードに入る (host1,host2,host3,host4,port1,port2)。 |
| 228    | ロングパッシブモードに入る (long address, port)。 |
| 229    | 拡張パッシブモードに入る (\|\|\|port\|)。 |
| 230    | ユーザのログインに成功した。 |
| 231    | ユーザのログアウトに成功した。 |
| 232    | 転送完了後、ログアウトコマンドを実行する。 |
| 250    | リクエストされたファイルへのアクションは問題なく完了した。 |
| 257    | PATHNAMEを作成した |
| 331    | ユーザーネームは正しい。パスワードが必要である。 |
| 332    | ログインアカウントが必要である。 |
| 350    | リクエストされたファイルへのアクションは、更に詳細な情報が必要である。                                                                                               |
| 421    | サービスは利用できない。コントロールコネクションを切断する。サービスがシャットダウンすることを知っている場合、いかなるコマンドに対しても返す。                       |
| 425    | データコネクションを確立できない。 |
| 426    | コネクションは切断された。転送は中止された。 |
| 434    | リクエストされたホストは利用できない。 |
| 450    | リクエストされたファイルのアクションは実行できない。 |
| 451    | リクエストされたアクションは中止された。実行中ローカルエラーが発生した。.                                                                                            |
| 452    | リクエストされたアクションは実行できない。ストレージの容量が不足している。ファイルが利用できない（ビジー状態）。                                                     |
| 500    | 文法エラー。コマンドが解釈できない。このエラーはコマンドが長すぎる場合も含まれる。                                                                                   |
| 501    | パラメータや引数において文法エラーがある。 |
| 502    | コマンドは実装されていない。 |
| 503    | コマンドの順序が間違っている。 |
| 504    | そのパラメータに対してコマンドは実装されていない。 |
| 530    | ログインできない。 |
| 532    | ファイルの格納にはアカウントが必要である。 |
| 550    | リクエストされたアクションは実行できない。ファイルは利用できない（見つからない、アクセスできない）                                                                   |
| 551    | リクエストされたアクションは中止された。ページタイプが不明である。                                                                                                   |
| 552    | リクエストされたアクションは中止された。（現在のディレクトリやデータセットに）割り当てられたストレージを超過した。                                                   |
| 553    | リクエストされたアクションは実行できない。ファイル名が受け付けられない。                                                                                             |